# Sorry for Party Rocking
Sorry for Party Rocking é o segundo álbum de estúdio do LMFAO, foi lançado em 21 de junho de 2011 pela Interscope Records. A edição padrão do CD contém 10 faixas, mais a edição deluxe com 14 faixas produzidas pelos próprio grupo. O primeiro single "Party Rock Anthem" alcançou a venda de 2.500.000 do single para downloads digitais nos Estados Unidos. O segundo single intitulado como "Champagne Showers" atingiu os a oitava posição da Nova Zelândia e na nona nas paradas da Austrália. Quando tornou-se internacionalmente alcançou como hit na Nova Zelândia, Austrália, França, Irlanda e Austria. O terceiro single "Sexy and I Know It" foi lançado em 16 de setembro de 2011 e alcançou a primeira posição na Billboard Hot 100 também liderando as paradas na Austrália, Canadá e Nova Zelândia. O quarto single "Sorry for Party Rocking" foi lançado em 17 de janeiro de 2012 e até agora atingiu o pico na posição #19 no US Pop Songs, #27 na Nova Zelândia, #32 na Austrália, #37 no Canadá e #49 na Billboard Hot 100.
| Críticas profissionais | Críticas profissionais |
| Avaliações da crítica  | Avaliações da crítica  |
| Fonte                  | Avaliação              |
| ---------------------- | ---------------------- |
| Allmusic               | [ 1 ]                  |
| Rolling Stone          | [ 2 ]                  |
| NME                    | (negativo)             |
| RapReviews             | (5/10)                 |
| The Guardian           | [ 5 ]                  |

## Data de lançamento
O álbum foi lançado em 21 de junho de 2011, tanto físico como digitalmente pela gravadora Interscope. O álbum, no entanto, foi vazado na internet antes. Foi mais tarde lançado oficialmente na Nova Zelândia em 17 de junho de 2011, quatro dias antes de a versão original e no físico dia 20. O álbum foi lançado em 20 de junho de 2011 fisicamente, em seguida, foi lançado nos Estados Unidos um dia depois. O álbum foi lançado no Reino Unido sobre o 18 de julho de 2011.

## Singles
- "Party Rock Anthem" foi o primeiro single do álbum, lançado em 25 de Janeiro de 2011. O single ficou em 1º lugar nas paradas da Austrália, Bélgica, França, Dinamarca, Alemanha, Irlanda, Nova Zelândia, Suíça e Reino Unido. Também chegou entre as dez no Canadá, Noruega e Estados Unidos.

- "Champagne Showers" é o segundo single do álbum, lançado em 27 de Maio de 2011. O single conta com a participação da cantora britânica Natalia Kills. Ele permanece como um hit top 20 na Austrália, Nova Zelândia, Países Baixos, Irlanda, Bélgica e um hit top 40 na Escócia e no Reino Unido.

- "Sexy and I Know It" foi o terceiro single lançado do álbum, lançado em 16 de setembro de 2011. Ele liderou as paradas na Austrália e no Canadá. Ergue-se como um top 10 hit nos Estados Unidos, Reino Unido, Irlanda, França, Escócia, Nova Zelândia, Dinamarca, Suíça, Bélgica e Hungria, e um hit top 20 na Alemanha e na Espanha.

- "Sorry for Party Rocking" é o quarto single do álbum lançado em 17 de janeiro de 2012. Em uma entrevista ao canal irlandês TG4, Redfoo afirmou que eles já estão trabalhando no vídeo para novo single. Desde sua entrada nas paradas musicais a canção traçou a posição #19 no US Pop Songs, #27 na Nova Zelândia, #32 na Austrália, #37 no Canadá e # 49 na Billboard Hot 100. O vídeo estreou no canal E! em 20 de fevereiro de 2012 às 11:30 da noite.

### Singles promocionais
- "One Day" foi lançado como primeiro single promocional do álbum. A canção debutou a posição número 22 nas paradas do UK Dance Charts e na posição 104 no Singles Chart.

## Alinhamento de faixas
| Edição padrão  |                                                     |                                                               |                            |         |  |
| N.º            | Título                                              | Compositor(es)                                                | Produtor(es)               | Duração |  |
| 1.             | "Rock the Beat II"                                  | Stefan Gordy, Skyler Gordy, Kenneth Oliver                    | Redfoo, Audiobot           | 1:55    |  |
| 2.             | "Sorry for Party Rocking"                           | Gordy, Erin Beck                                              | Redfoo                     | 3:23    |  |
| 3.             | "Party Rock Anthem" (com Lauren Bennett e GoonRock) | Gordy, Gordy, David Listenbee, Peter Schroeder                | GoonRock, Redfoo           | 4:21    |  |
| 4.             | "Sexy and I Know It"                                | Gordy, Oliver, George Robertson, Listenbee, Beck              | Audiobot, Redfoo, GoonRock | 3:19    |  |
| 5.             | "Champagne Showers" (com Natalia Kills)             | Gordy, Gordy, Listenbee, Oliver                               | GoonRock, Redfoo, Audiobot | 4:23    |  |
| 6.             | "One Day"                                           | Gordy, Listenbee, Oliver, D. Boyles                           | Audiobot, Redfoo, GoonRock | 3:17    |  |
| 7.             | "Take It to the Hole" (com Busta Rhymes)            | Gordy, Gordy, Trevor Smith, Jr., Rami Afuni                   | Rami Afuni                 |         |  |
| 8.             | "Best Night" (com Will.i.am, Goonrock e Eva Simons) | Gordy, Gordy, Listenbee, William Adams, Jr., Oliver           | GoonRock, Redfoo, Audiobot | 4:58    |  |
| 9.             | "All Night Long" (com Lisa)                         | Gordy, Gordy, Listenbee, Aaron Bay-Schuck, A. Smith, M. Perry | Redfoo, GoonRock           | 3:47    |  |
| 10.            | "With You"                                          | Gordy, Gordy, Listenbee, Smith, A. Louis                      | GoonRock                   | 4:13    |  |
| Duração total: | Duração total:                                      | Duração total:                                                | Duração total:             | 37:15   |  |

| Deluxe Edition |                                        |         |  |
| N.º            | Título                                 | Duração |  |
| 11.            | "Put That A$$ to Work"                 | 3:56    |  |
| 12.            | "We Came Here to Party" (com GoonRock) | 3:42    |  |
| 13.            | "Reminds Me of You" (e Calvin Harris)  | 3:47    |  |
| 14.            | "Hot Dog"                              | 2:26    |  |
| Duração total: | Duração total:                         | 51:10   |  |

| Conteúdo bônus no iTunes. |                                                                    |         |  |
| N.º                       | Título                                                             | Duração |  |
| 11.                       | "Party Rock Anthem" (Audiobot Remix) (e Lauren Bennett & GoonRock) | 6:16    |  |

| Bônus da Edição Deluxe Amazon |                                                                 |         |  |
| N.º                           | Título                                                          | Duração |  |
| 15.                           | "Party Rock Anthem" (Alesso Remix)(e Lauren Bennett & GoonRock) | 5:49    |  |

## Posições e certificações
| Tabelas musicais                                   | Melhor posição |
| -------------------------------------------------- | -------------- |
| Austrália (Australian Albums Chart)                | 2              |
| Austria (Austrian Albums Chart)                    | 11             |
| Belgica (Belgian Albums Chart) (Flanders)          | 28             |
| Belgica (Belgian Albums Chart) (Wallonia)          | 26             |
| Canadá (Canadian Albums Chart)                     | 2              |
| Dinamarca (Danish Albums Chart)                    | 40             |
| Holanda (Dutch Albums Chart)                       | 40             |
| França (French Albums Chart)                       | 6              |
| Alemanha (German Downloads Chart)                  | 4              |
| Grécia (Greek Albums Chart)                        | 9              |
| Irlanda (Irish Albums Chart)                       | 11             |
| Japão (Japanese Albums Chart)                      | 22             |
| México (Mexican Albums Chart)                      | 8              |
| Nova Zelândia (New Zealand Albums Chart)           | 2              |
| Polónia (Polish Albums Chart)                      | 88             |
| Escócia (Scottish Albums Chart)                    | 7              |
| Espanha (Spanish Albums Chart)                     | 91             |
| Suiça (Swiss Albums Chart)                         | 13             |
| Reino Unido (UK Albums Chart)                      | 8              |
| Estados Unidos (Billboard 200)                     | 5              |
| Estados Unidos (Billboard Dance/Electronic Albums) | 1              |
| Estados Unidos (Billboard Top Rap Albums)          | 2              |

| Posições (2011)                | Posição |
| ------------------------------ | ------- |
| Canadá (Canadian Albums Chart) | 10      |
| México (Mexican Albums Chart)  | 22      |
| Suiça (Swiss Albums Chart)     | 72      |
| Estados Unidos (Billboard 200) | 132     |

| País           | Certificador | Certificação | Vendas  |
| -------------- | ------------ | ------------ | ------- |
| Austrália      | ARIA         | 4× Platina   | 280,000 |
| Canadá         | Music Canada | 2× Platina   | 160,000 |
| França         | SNEP         | Platina      | 100,000 |
| México         | AMPROFON     | Platina      | 60,000  |
| Nova Zelândia  | RIANZ        | Ouro         | 7,500   |
| Polónia        | ZPAV         | Ouro         | 10,000  |
| Estados Unidos | RIAA         | Ouro         | 500,000 |
| Venezuela      | APFV         | Ouro         | 5,000   |

## Histórico de lançamento
| País           | Data                 | Formato              | Editora discográfica | Edição |
| -------------- | -------------------- | -------------------- | -------------------- | ------ |
| Nova Zelândia  | 17 de junho de 2011  | CD, download digital | Interscope Records   | Padrão |
| Brasil         | 17 de junho de 2011  | CD, download digital | Universal Music      | Padrão |
| França         | 17 de junho de 2011  | CD, download digital | Universal Music      | Padrão |
| Estados Unidos | 21 de junho de 2011  | CD, download digital | Interscope Records   | Padrão |
| Japão          | 13 de julho de 2011  | CD, download digital | Universal Music      | Padrão |
| Reino Unido    | 28 de julho de 2011  | CD, download digital | Polydor              | Padrão |
| Polônia        | 12 de agosto de 2011 | CD, download digital | Universal Music      | Padrão |